# Hayley Spelman
Hayley Dora Spelman (* 11. Juni 1991 in Las Vegas, Nevada) ist eine US-amerikanische Volleyballspielerin.

## Karriere
Spelman beschäftigte sich mit Ballett und Tennis, bevor sie zum Volleyball kam. Sie begann ihre Karriere an der Durango High School in Las Vegas. Mit den Juniorinnen der Vereinigten Staaten gewann sie die NORCECA-Meisterschaft 2008 in Saltillo. 2009 nahm sie mit dem Nachwuchs an der Weltmeisterschaft in Mexiko teil. Von 2009 bis 2012 studierte sie an der Stanford University. In der Saison 2013/14 spielte die Diagonalangreiferin zunächst bei Telekom Baku. Von Februar 2014 bis Saisonende war sie noch beim italienischen Erstligisten Volley 2002 Forlì aktiv. Anschließend wechselte sie zum Ligakonkurrenten Urbino Volley. In der Saison 2015/16 spielte sie beim südkoreanischen Verein KGC Daejeon. Anschließend ging sie zum philippinischen Verein F2 Logistics Cargo Movers. Anfang 2017 wechselte sie zum indonesischen Verein Gresik Petrokimia. Von 2017 bis 2019 spielte sie beim französischen Erstligisten ASPTT Mulhouse. In der Saison 2019/20 erreichte sie mit Hyundai Hillstate den ersten Platz der südkoreanischen Liga. 2020 wurde sie vom deutschen Bundesligisten SSC Palmberg Schwerin verpflichtet.
Im Beachvolleyball spielte Spelman 2017 mit Kristen Petrasic und Nicole Bateham sowie 2018 mit Lacey Fuller einige Turniere der AVP-Tour.